# (500504) 2012 TX285
(500504) 2012 TX285 es un asteroide perteneciente al cinturón de asteroides, descubierto el 6 de octubre de 2012 por el equipo del Mount Lemmon Survey desde el Observatorio del Monte Lemmon, Arizona, Estados Unidos.

## Designación y nombre
Designado provisionalmente como 2012 TX285.

## Características orbitales
2012 TX285 está situado a una distancia media del Sol de 3,137 ua, pudiendo alejarse hasta 3,444 ua y acercarse hasta 2,831 ua. Su excentricidad es 0,097 y la inclinación orbital 9,873 grados. Emplea 2030,26 días en completar una órbita alrededor del Sol.

## Características físicas
La magnitud absoluta de 2012 TX285 es 16,6. 